# Joan N. García-Nieto
Joan Nepomuceno Garcia-Nieto París (Barcelona, 9 de julio de 1929 - Cornellá 23 de julio de 1994) también conocido como Nepo fue un teólogo, sociólogo y escritor español. Jesuita católico y comunista fue inspirador y creador junto a Alfons Comín del movimiento Cristianos por el Socialismo clave en inicio del diálogo marxismo-cristianismo y en el compromiso y organización de cristianos en las filas de organizaciones como Comisiones Obreras y en los partidos de la izquierda marxista-comunista. Destacó como activista antifranquista en la comarca catalana del Bajo Llobregat.

## Biografía
Nació en una familia burguesa de Barcelona fundadora de la Banca Riba y García. Fue el segundo de los tres hermanos, entre María del Carmen y Ramón. Su madre murió al poco tiempo de que naciera su hermano pequeño. María del Carmen ayudó en la educación de los hijos.
En 1944, cuando tenía 15 años ingresó en el Monasterio de Nuestra Señora de Veruela en el noviciado de los jesuitas.
En 1953 dio clases en el colegio de los jesuitas de Montisión en Mallorca hasta 1955 momento en el que se trasladó a Bilbao para realizar estudios de economía, sociología y sindicalismo en la Universidad de Deusto después de haber realizado estudios de filosofía en San Cugat del Vallés.
En Bilbao participó en luchas obreras, como las de Euskalduna y Altos Hornos, teniendo también contacto con los mineros de la Camocha en Asturias. En Deusto realizó su tesis El Sindicalismo cristiano en España, relacionadose para su elaboración con dirigentes del PSOE y la UGT, exiliados en Toulouse así como con militantes de la CNT. 
Cuando acabó los estudios en Deusto, en el verano del 57, fue a trabajar con los obreros del Plan Badajoz realizando trabajos de pico y pala.
Del 1957 al 1961 estudió Teología en Dublín (Irlanda). Posteriormente amplía sus estudios de economía y sindicalismo en la Escuela de Economía y Política de Londres donde se licenció en Sociología Industrial. En esta ciudad entró en contacto con el movimiento obrero británico y con los sindicalistas españoles y exiliados.
Se ordenó sacerdote en 1960 en Irlanda. En 1963 regresó a Barcelona donde inicia sus clases en la Escuela Superior de Administración de Empresas (ESADE) y entra en contacto con los movimientos apostólicos obreros Juventud Obrera Cristiana (JOC), Hermandad Obrera de Acción Católica (HOAC) y Acción Católica Obrera (ACO). 

### "El cura rojo"
En 1965 se trasladó al barrio Sant Ildefons en Cornellá, en el cinturón industrial de Barcelona que en los años 60 y 70 se convirtió en referente de la lucha obrera y social por la democracia. Su casa dio cobijo a sindicalistas perseguidos por la policía de la dictadura franquista.
En torno a él se formó el embrión de lo que fueron las "Comisiones de Barrios y Fábricas" que contribuyó desde primera fila a levantar Comisiones Obreras y se formaron jóvenes que fueron decisivos para la comarca del Bajo Llobregat, punta de lanza del movimiento obrero en España, con la convocatoria de las huelgas generales que se hicieron en la clandestinidad en la época franquista.
El 24 de enero de 1969 fue detenido junto con otras veintiún personas reunidas en casa de Alfonso Carlos Comín con la viuda del filósofo francés Emmanuel Mounier. La mayor parte de los detenidos fueron puestos en libertado salvo Comín que fue encarcelado en la cárcel Modelo de Barcelona y Joan, recluido en la casa de Ejercicios Espirituales que la Compañía tenía en La Cova de Manresa amparado por la cláusula del concordato del Estado español con la Santa Sede.
Militó en Bandera Roja con Alfons Comín, Jordi Solé-Tura, Jordi Borja y Marina Subirats entre otros y posteriormente ingresó en el Partido Socialista Unificado de Cataluña (PSUC).

### Compromiso social
Desde principios de los años ochenta acompañó a un grupo que empezó a tratar la problemática de los jóvenes en situación de marginación, especialmente en el consumo de drogas. Fue una lucha prioritaria para él ya que consideraba que eran jóvenes expulsados del propio sistema que acababan irremediablemente en el consumo de drogas, adicción que les llevaba a robar para poder consumir y que finalmente eran encarcelados. Hasta su muerte intentó gestiones con políticos, miembros de la judicatura y con el gobierno para conseguir indultos para los reinsertados.
En 1990 participó en la creación de la Coordinara contra la marginación de Cornellá. También participó en la creación de "Acción Solidaria contra el paro".
También en 1990 se creó la Fundación Utopía a iniciativa de las principales fuerzas sindicales del Bajo Llobregat (CCOO  y UGT), junto a los ayuntamientos de Cornellá y San Feliú de Llobregat, el Consell Comarcal, el Centre d’Estudis Comarcals del Bajo Llobregat y la Diputación de Barcelona. Fue presidente de la organización en sus últimos años. Trabajó para recuperar la historia del movimiento obrero en el Bajo Llobregat y fomentar una política socialista unitaria.
García-Nieto fue responsable del Área Social del Centro de Estudios Cristianismo y Justícia y el primer secretario de Formación Sindical de CCOO del Bajo Llobregat, impulsando la escuela de formación 1er de Maig.
Murió repentinamente de un ataque al corazón el 23 de julio de 1994 mientras celebraba misa a las 8 de la mañana en la Iglesia del Pilar en Cornellá. Su entierro convocó a más de mil personal.
En la actualidad la fundación recibe el nombre de Fundación Utopía-Joan N. García-Nieto estudis socials del Baix Llobregat a quien Joan N. legó su fondo documental. A su muerte, su hermana historiadora, María del Carmen se hizo cargo del Centro de Documentación.

## Reconocimientos
- 1989 Medalla de Oro de la Ciudad de Cornellá[2]
- La Fundación Utopía creada en 1990 que lideró en sus últimos años, se denomina en la actualidad Fundación Utopía-Joan N. García-Nieto estudis socials del Baix Llobregat.[5]
- En Molins de Rey se puso su nombre al Centre d'Ocupació i Serveis de les Empreses Joan N. García Nieto[10]
- En su memoria se creó en CCOO del Bajo Llobregat el "Aula de formación Joan N. García-Nieto"